# Povodně ve Slovinsku 2023
Povodně ve Slovinsku v srpnu 2023 byly povodně, které zasáhly území Slovinska a Rakouska. Mezi nejzasaženější oblasti patřilo slovinské Přímoří, Korutany a Horní Kraňsko. Kvůli velkému množství deště se vylily potoky ve městech Idrija, Cerkno a Škofja Loka. Kvůli události byl aktivován slovinský Národní protipovodňový plán a záchranný plán. Povodně byly podobné těm, ke kterým na území došlo v letech 1990, 1998 a 2004.
Podle slovinské agentury pro životní prostředí byla situace s povodněmi nejhorší v podhůří Julských Alp, od Idrije přes Lublaňskou pánev až po Korutany, kde spadlo v průměru 150 až 200 litrů srážek na metr čtvereční. Slovinská agentura pro životní prostředí ARSO vydala nejvyšší varování pro severovýchodní, severozápadní a střední Slovinsko kvůli dlouhotrvajícím lijákům, které začalo platit o půlnoci 4. srpna.

## Oběti
Při povodních zahynulo celkem šest lidí. Šlo o dva starší Slovince, kteří se utopili v rozvodněných řekách a dva Nizozemce ve věku 20 a 52 let, kteří zahynuli při výstupu na horu Veliki Draški vrh. Policie uvedla, že je pravděpodobně zasáhl blesk. Další dvě oběti z Rakouska byly oznámeny 7. srpna. Jednou z nich je muž, jenž v Klagenfurtu spadl do řeky Glan.

## Přehled
Podle údajů slovinské Správy ochrany a záchrany se do 1039 zásahů během 12 hodin při povodních zapojilo celkem 168 hasičských jednotek. Šlo především o odčerpávání vody ze zatopených budov, zasypávání spuštěných lavin a odstraňování trosek, či havarovaných vozidel. V Kamniku, Komendě, Mariboru, Ptuji, Kranji, Celji a v Lublani a v mnoha dalších slovinských občinách se rozezněly sirény, které varovaly před nebezpečím záplav a sesuvů půdy. V několika obcích byly vyhlášeny celoplošné zásahy, zejména v již zmíněných obcích Kamnik a Komenda.

Záplavy výrazně zvedly hladiny řek Gradaščica a Sora, povodňová vlna se měla vyskytnout i na Savinji, Pšatě a Kamnické Bystřici.  V osadě Bistričica údajně odnesla a usmrtila přívalová voda staršího člověka, přesná příčina smrti však zatím není známa. Generální policejní ředitelství však údajně obdrželo několik dalších hlášení o úmrtích. 

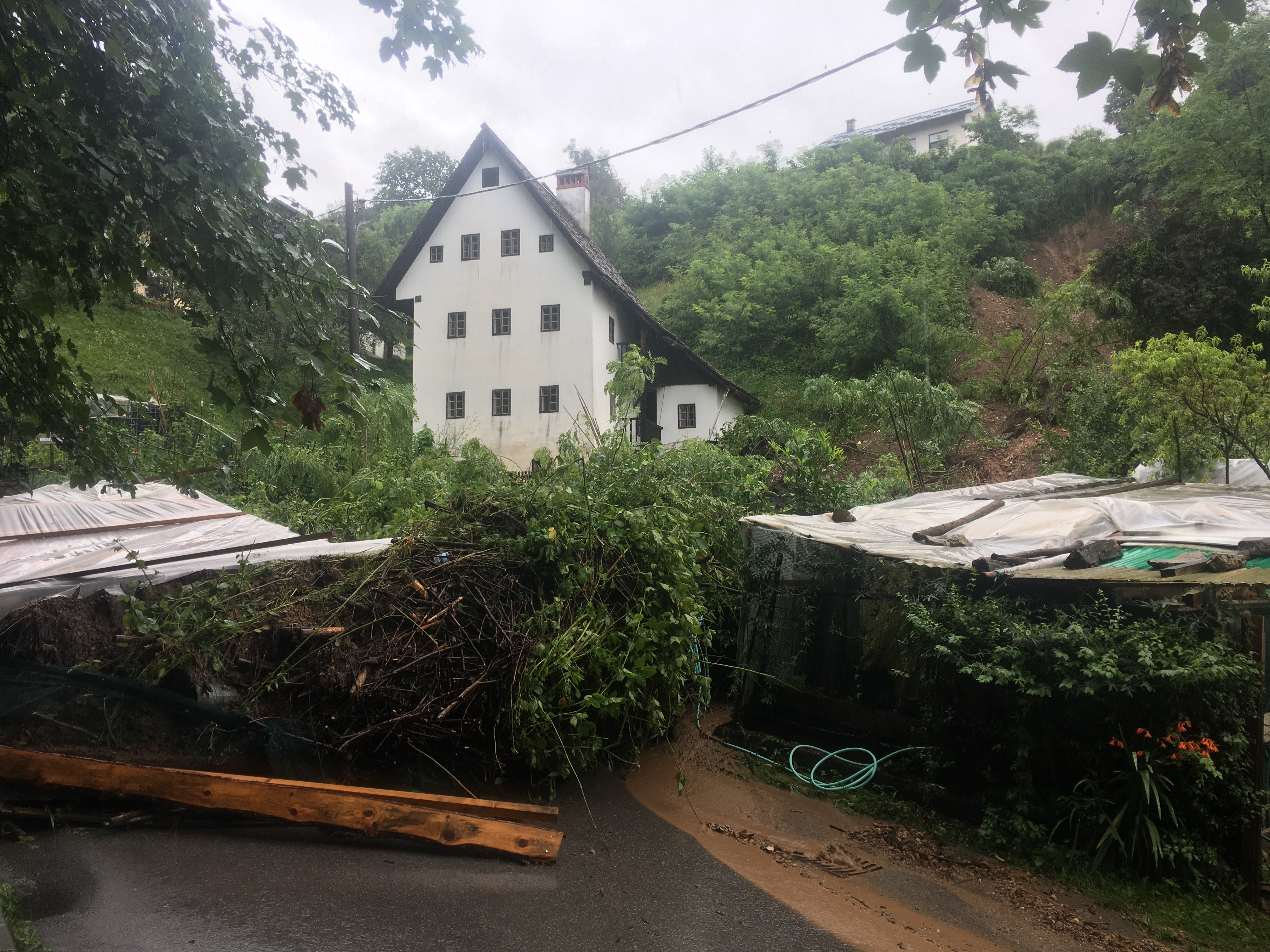
Následky povodní poblíž města Idrij

Kvůli zaplaveným silnicím a několika sesuvům půdy na místních silnicích směrem na města Idrija a Škofja Loka bylo zcela odříznuto města Žiri. Rozvodnily se zde řeky Sora a Račeva a bylo poškozeno na 100 budov. Dvě obytné budovy byly v noci evakuovány též v obci Baška Grapa. Evakuace probíhaly také v obci Sorška gaj v údolí říčky Lipnice. Vysídlení obyvatelé byli přesunuti do sportovní haly Medvode. Všechna tranzitní spojení do údolí Kanomlja byla přerušena a zásahy záchranné služby v širší oblasti Idrije komplikovaly neprůjezdné silnice.
V Tolminu, Cerknu a Idriji zaplavily vodní toky několik domů. Obytné a další budovy byly zaplaveny také v obcích Vodice a Škofja Loka. Nejhorší povodně probíhaly v údolích Poljanska a Selška, odkud bylo evaukována prakticky veškeré místní obyvatelstvo. V Lublani se na horním toku rozvodnily řeky Sáva a Gradaščica. V centru Celje byla nařízena evakuace.
6. srpna si Slovinsko prostřednictvím mechanismu NATO pro reakce na přírodní a jiné katastrofy (EADRCC) vyžádalo pomoc v podobě pěti těžkých vojenských vrtulníků s nosností minimálně pět tun pro přepravu, 200 vojáků pro plnění úkolů ochrany, záchrany a pomoci, a 20 prefabrikovaných mostů do 40 metrů.

### Komplikace v dopravě
V důsledku povodní byla 4. srpna v 16:00 na dvou úsecích uzavřena dálnice Gorenje a tzv. štýrská magistrála. Uzavřeno bylo také železniční spojení mezi městy Kranj–Jesenice, Ruše–Pilberk, železniční tunel Bohinj a trať do Velenje. Uzavřeno bylo několik silnic, jak regionálních, tak místních, a to především z důvodu zřícení vozovky, sesuvů půdy, nánosů písku a bahna nebo velké vody na vozovce, což výrazně komplikovalo regionální dopravu. Poškozeny byly také desítky mostů. 

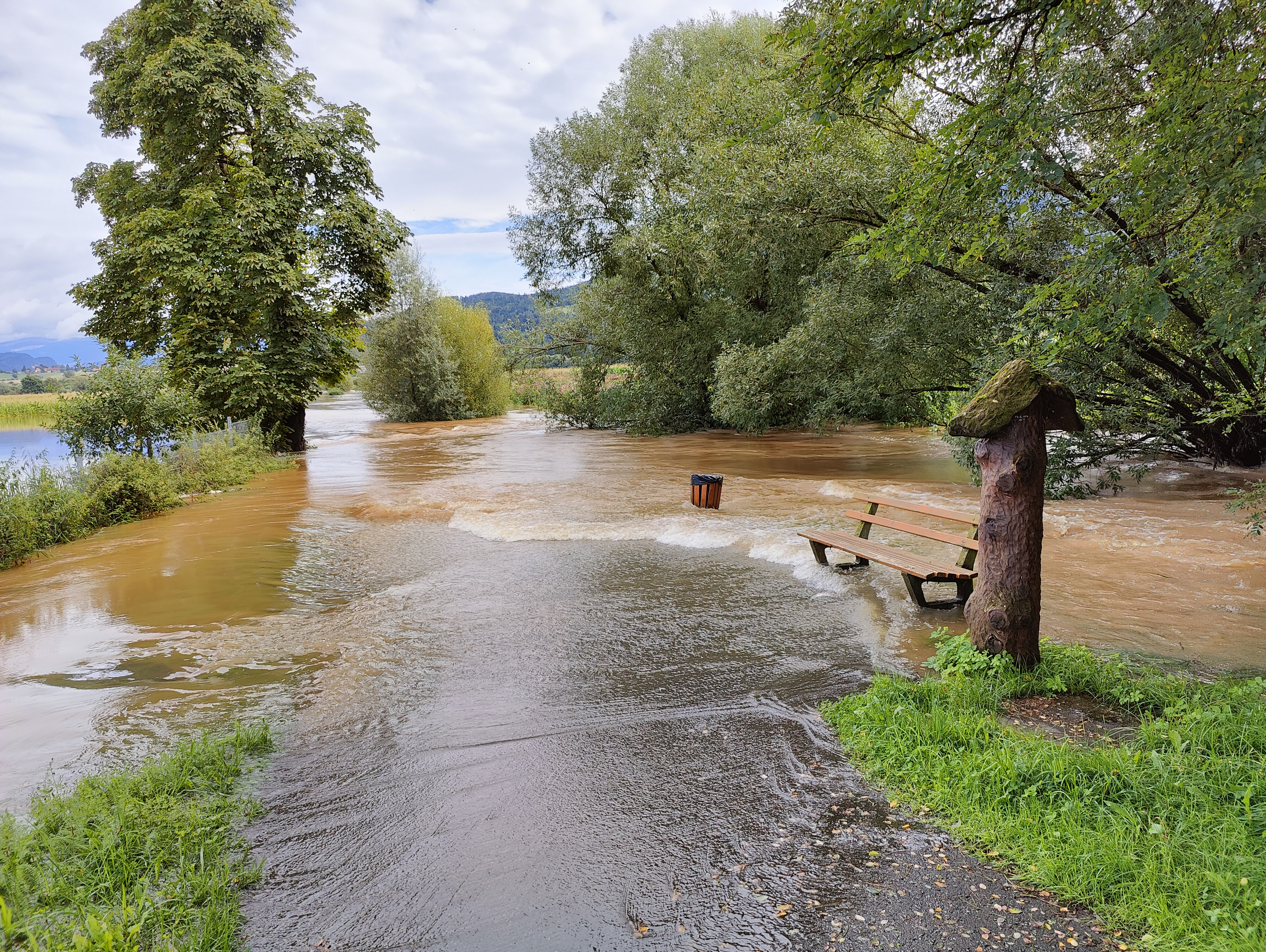
Rozvodněná řeka Glan v Rakousku

Ministerstvo obrany aktivovalo plán Vihra, který zahrnuje asistenci slovinské armády při zásazích. Do několika zaplavených oblastí byly vyslány vrtulníky, armáda vyslala i obrněnou techniku. Evropská unie vyjádřila připravenost svých složek k možné aktivaci mechanismu civilní pomoci. Ze Slovinska bylo evakuováno také několik desítek českých občanů, nejsou však žádné zprávy o případném zranění, či úmrtí žádného z nich.
V zaplavených oblastech přišlo o elektřinu asi 16 000 lidí. Jako preventivní opatření byly vydány příkazy a oznámení o vaření vody. Kvůli povodním v Begunje v Gorenjsku byl přerušen provoz nemocnic, přičemž se začala hledat vhodná místa pro přemístění pacientů.

### Situace v Rakousku
Ke komplikacím docházelo zejména na jihu Rakouska, kde došlo k několika povodním a sesuvům půdy. Podle energetické společnosti Energie Steiermar bylo v této oblasti ráno 4. srpna 2023 asi 4000 domácností bez elektřiny. V Korutanech byl přerušen provoz na silnicích do několika vesnic, zejména těch v okrese Völkermarkt. V obci Sankt Paul im Lavanttal bylo preventivně evakuováno 70 domácností, kvůli obavám ze zatopení.
Z přehrady v obvodu Viktring, poblíž Klagenfurtu, byla preventivně odčerpána voda poté, co byly vzneseny obavy ohledně její stability a vyslovena možná rizika o jejím protrhnutí.

## Meteorologie
S využitím meteorologických dat z Boloňské univerzity, ze systému ECWMS Reanalysis v5, bylo zjištěno, že s povodněmi souvisí náznaky tzv. sekundárního vrcholu cyklogeneze během léta, vyjma jara. Tato cyklonová dráha vede přes Ligurské moře, severní Itálii a severní část Jadranského moře a s nejvyšší pravděpodobností souvisí se vznikem povodní.